# Isaltino Veiga dos Santos

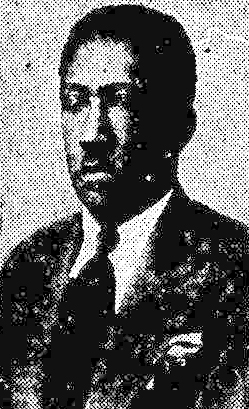
Isaltino Veiga dos Santos em 1935

Isaltino Benedito Veiga dos Santos (Itu, 23 de julho de 1901 — Rio de Janeiro, 1966) foi um jornalista brasileiro e um dos mais importantes ativistas do movimento negro paulista.
Filho de João Benedito dos Santos e Josefina Veiga, de humilde condição, ainda moço revelou dotes literários, escrevendo poesia e colaborando com jornais locais. Em 1918, estando sua família em precária situação financeira, mudou-se para São Paulo, onde trabalhou em empregos informais, depois tornando-se despachante e jornalista, ao mesmo tempo em que se envolvia com o movimento negro, logo ganhando prestígio neste meio. Em 1926 esteve entre os fundadores do Centro Cívico Palmares, importante associação que pretendia elevar o negro política, moral e culturalmente e combater o racismo, sendo uma de suas principais lideranças.
O Palmares, entretanto, teve vida curta, encerrando suas atividades em 1929. Neste meio tempo, junto com seu irmão Arlindo Veiga dos Santos e outros, fundou em 1928 a Ação Imperial Patrianovista Brasileira, entidade monarquista e crítica do republicanismo e da democracia liberal. Em 1931 Isaltino associou-se a Francisco Costa Santos na idealização de outra entidade negra, e depois de arregimentarem outros colaboradores, fundaram em 16 de setembro de 1931 a Frente Negra Brasileira (FNB), onde Isaltino assumiu os cargos de secretário-geral e membro do Grande Conselho, detendo grande poder administrativo, controlando a propaganda e encarregando-se da representação oficial da FNB junto a outros grupos e instituições e a imprensa, além de escrever muitos artigos para o influente jornal da entidade, A Voz da Raça, fundado por ele e seu irmão Arlindo, que então era o presidente. A Frente cresceu rápido, chegando em seu apogeu a ter mais de 25 mil associados reunidos em mais de 60 filiais em vários estados do Brasil, sendo a mais destacada e influente associação de seu gênero em sua época, transformando-se em partido político em 1936, com uma orientação patrianovista, integralista e nacionalista.
Isaltino não chegou a testemunhar todo esse intenso desenvolvimento. Em meados de 1933 foi expulso da Frente, sendo alegado que havia se desviado das diretrizes da entidade e se apropriado indevidamente de seus recursos, mas outra versão alega que o motivo foi seu envolvimento amoroso com uma jovem apesar de já ser casado, violando os princípios éticos da Frente. De toda forma, criou-se uma grande polêmica pública, e sua posição ficou insustentável. Mesmo assim, nas palavras de José Correia Leite, "estava sempre à frente o Isaltino Veiga dos Santos, o que mais agitava os grupos. Foi um sujeito que lutou muito. Sem ele não teria existido a Frente Negra Brasileira".
Em 1935 organizou a criação da Federação Nacional dos Negros do Brasil, entidade que lançou um manifesto em 13 de novembro, redigido por ele. A Federação funcionava na sede do Partido Socialista Brasileiro, o que despertou a atenção da polícia. Embora oficialmente apartidária e apolítica, voltada às questões gerais do negro, a Federação mantinha um discurso de esquerda, e não sobreviveu à censura policial, tendo vida muito curta. Nesta altura suas atividades já eram observadas pelo governo, sendo descrito em relatórios do DOPS como um agitador, frequentador de reuniões sindicais, aliciador de partidários para a frente de esquerda Aliança Nacional Libertadora (ANL) e redator de panfletos subversivos. Não há registro de uma participação direta de Isaltino na ANL — que foi declarada ilegal em 1935, sob a acusação de manter uma orientação comunista —, mas logo após sua extinção alguns de seus membros fundaram, ainda em 1935, a Frente Popular pela Liberdade (FPL), também de esquerda, e Isaltino estava entre os signatários do seu primeiro manifesto oficial.
Devido à política anticomunista empreendida pelo governo, os signatários do manifesto da Frente Popular foram presos. Isaltino foi detido no dia 27 de novembro de 1935 e levado para o presídio político de Maria Zélia, onde foi torturado para confessar envolvimento com o comunismo e atividades subversivas, mas na prisão escreveu vários apelos às autoridades negando as acusações. Sua esposa também tentou sua libertação, mas não tiveram sucesso. Em 13 de março de 1936 foi confeccionado outro relatório a partir de informações do DOPS, onde as antigas acusações foram repetidas, concluindo que o acusado era um elemento nocivo à sociedade. Apesar do teor do relatório, o DOPS não conseguiu reunir provas concretas do que o acusava, e assim foi posto em liberdade em 24 de dezembro de 1936, embora o DOPS continuasse a manter vigilância estrita sobre seus movimentos, colocando um policial para acompanhá-lo ao longo de todo o dia. Somente em 21 de dezembro de 1938 seu processo foi encerrado, sendo absolvido por sentença do Tribunal de Segurança Nacional.
O posicionamento político ambíguo de Isaltino dá margem a discussão. Quando participava do patrianovismo e da Frente Negra Brasileira, se alinhava a um discurso direitista, e é incerto o motivo pelo qual depois se envolveu com movimentos de esquerda como a Frente Popular pela Liberdade e o jornal A Platéa. Na avaliação de Petrônio Domingues, naquela época para os militantes negros "o mais importante era a capacidade de organização e mobilização da 'população de cor', bem como sua habilidade para cavar espaços e forjar apoios e alianças. Em outros termos, a retórica em prol da integração do negro teria primazia sobre as polarizações partidárias. Em função disso, as filiações e fidelidades políticas e coerências ideológicas eram vistas como secundárias ou subsidiárias". Para Matteo Pasetti, sua aproximação da esquerda se deve ao impacto da invasão da Abissínia pelo governo de Mussolini, desencadeando uma reação antifascista, pela qual teria sido influenciado. Com efeito, o manifesto da Federação Nacional dos Negros já tocava nesta questão.
A partir de 1945 Isaltino tornou-se um dos principais colaboradores do jornal Alvorada, e a partir do ano seguinte colaborou com a revista Senzala. Em 1949 participou da Conferência Nacional do Negro no Rio de Janeiro, que reuniu delegados de vários pontos do país com o objetivo de revisar criticamente as teorias de racismo científico sobre o negro e preparar o Primeiro Congresso do Negro Brasileiro, para o qual colaborou como membro da Comissão Organizadora. Nesta época trabalhava no Rio como inspetor do Ministério do Trabalho. Em 1950 candidatou-se a vereador pelo Partido Democrata Cristão. Em 1951 integrou a mesa diretora das solenidades comemorativas do 3º aniversário da Declaração dos Direitos do Homem na sede carioca da União dos Homens de Cor. Em 1954 liderou a tentativa de reorganizar no Rio a Frente Negra Brasileira (extinta em 1937 pela ditadura do Estado Novo), mas não teve sucesso. Em 1964 era procurador-geral do Clube Recreativo Coringa. Foi membro da Associação Brasileira de Imprensa.
Faleceu no Rio em março de 1966. Foi casado com Filena, tendo pelo menos uma filha, Guiomar.